# Дискография Shaman’a
Дискография российского исполнителя, композитора и автора песен Shaman’a состоит из одного студийного альбома, 53-х синглов, 24-х сольных и двух совместных видеоклипов. Цифровая дистрибуция песен музыканта на стримингах начинается с 2020 года. Более ранние песни Дронов выпускать пока не планирует.
Слова и музыку песен пишет самостоятельно. В его песнях переплетаются современные музыкальные мотивы с элементами этнического вокала. Самые популярные релизы артиста — песни «Встанем», «Я русский» и двойной альбом «Сделано в России»

## Альбомы
| Название           | Детали                                                                   |
| ------------------ | ------------------------------------------------------------------------ |
| «Сделано в России» | - Релиз: 9 сентября 2023 - Лейбл: Shaman - Формат: CD, Цифровая загрузка |

## Синглы
| Год  | Название                                                                   | Альбом              | Лейбл                                                               |
| ---- | -------------------------------------------------------------------------- | ------------------- | ------------------------------------------------------------------- |
| 2020 | «Луна»                                                                     | Внеальбомные синглы | Zhara Music                                                         |
| 2020 | «Лёд»                                                                      | Внеальбомные синглы | Zhara Music                                                         |
| 2020 | «Если тебя нет»                                                            | Внеальбомные синглы | Zhara Music                                                         |
| 2020 | «Вспоминай меня»                                                           | Внеальбомные синглы | Zhara Music                                                         |
| 2020 | «В невесомости»                                                            | Внеальбомные синглы | Zhara Music                                                         |
| 2021 | «Самая»                                                                    | Внеальбомные синглы | Zhara Music                                                         |
| 2021 | «Родная»                                                                   | Внеальбомные синглы | Zhara Music                                                         |
| 2021 | «Девочка — весна»                                                          | Внеальбомные синглы | Atlantic Records Russia                                             |
| 2021 | «Огонь»                                                                    | Внеальбомные синглы | Atlantic Records Russia                                             |
| 2021 | «Молодость»                                                                | Внеальбомные синглы | Atlantic Records Russia                                             |
| 2021 | «Таяли»                                                                    | Внеальбомные синглы | Atlantic Records Russia                                             |
| 2021 | «Улетай»                                                                   | «Сделано в России»  | Atlantic Records Russia                                             |
| 2021 | «Мокрый дождь»                                                             | Внеальбомные синглы | Atlantic Records Russia                                             |
| 2021 | «Разлука-любовь» (удалён)                                                  | Внеальбомные синглы | Atlantic Records Russia                                             |
| 2022 | «Теряем мы любовь»                                                         | «Сделано в России»  | «Первое музыкальное» (до сентября 2022)Shaman (после сентября 2022) |
| 2022 | «Встанем»                                                                  | «Сделано в России»  | «Первое музыкальное» (до сентября 2022)Shaman (после сентября 2022) |
| 2022 | «Ты моя»                                                                   | «Сделано в России»  | «Первое музыкальное» (до сентября 2022)Shaman (после сентября 2022) |
| 2022 | «До самого неба»                                                           | «Сделано в России»  | «Первое музыкальное» (до сентября 2022)Shaman (после сентября 2022) |
| 2022 | «Я русский»                                                                | «Сделано в России»  | «Первое музыкальное» (до сентября 2022)Shaman (после сентября 2022) |
| 2022 | «Вызов» (саундтрек к шоу ТНТ «Вызов»)                                      | Внеальбомные синглы | Shaman*                                                             |
| 2022 | «Вороны мои»                                                               | Внеальбомные синглы | Shaman*                                                             |
| 2022 | «Гимн России» (кавер на государственный гимн Российской Федерации)         | «Сделано в России»  | Shaman*                                                             |
| 2023 | «Исповедь»                                                                 | «Сделано в России»  | Shaman*                                                             |
| 2023 | «Моя Россия»                                                               | «Сделано в России»  | Shaman*                                                             |
| 2023 | «Самый русский хит»                                                        | «Сделано в России»  | ПЦ Игоря Матвиенко                                                  |
| 2023 | «Мы»                                                                       | «Сделано в России»  | Shaman*                                                             |
| 2023 | «Мёд»                                                                      | «Сделано в России»  | Shaman*                                                             |
| 2023 | «Мой бой»                                                                  | «Сделано в России»  | Shaman*                                                             |
| 2023 | «Родная (новая версия)»                                                    | «Сделано в России»  | Shaman*                                                             |
| 2023 | «За тобой»                                                                 | «Сделано в России»  | Shaman*                                                             |
| 2023 | «Грешная любовь»                                                           | «Сделано в России»  | Shaman*                                                             |
| 2023 | «Да»                                                                       | «Сделано в России»  | Shaman*                                                             |
| 2023 | «Спасибо»                                                                  | «Сделано в России»  | Shaman*                                                             |
| 2023 | «Дай жару»                                                                 | «Сделано в России»  | Shaman*                                                             |
| 2023 | «Сердце плачет и болит»                                                    | «Сделано в России»  | Shaman*                                                             |
| 2024 | «Живой»                                                                    | Внеальбомные синглы | Shaman*                                                             |
| 2024 | «Мама»                                                                     | Внеальбомные синглы | Shaman*                                                             |
| 2024 | «Реквием 22.03.24»                                                         | Внеальбомные синглы | Shaman*                                                             |
| 2024 | «Черный ворон»                                                             | Внеальбомные синглы | Shaman*                                                             |
| 2024 | «Любимая женщина»                                                          | Внеальбомные синглы | Shaman*                                                             |
| 2024 | «Душа нараспашку»                                                          | Внеальбомные синглы | Shaman*                                                             |
| 2024 | «Отец» (при участии Егора Бахарева)                                        | Внеальбомные синглы | Shaman*                                                             |
| 2024 | «Настоящий мужчина» (при участии Григория Лепса)                           | Внеальбомные синглы | Shaman*                                                             |
| 2024 | «Я останусь с тобой»                                                       | Внеальбомные синглы | Shaman*                                                             |
| 2025 | «Небо славян» (кавер на группу Алиса)                                      | Внеальбомные синглы | Shaman*                                                             |
| 2025 | «Бывшие»                                                                   | Внеальбомные синглы | Shaman*                                                             |
| 2025 | «В памяти людей» (при участии SHAMI)                                       | Внеальбомные синглы | Make It Music                                                       |
| 2025 | «Минута молчания» (при участии Николая Расторгуева и Александра Вайнберга) | Внеальбомные синглы | ПЦ Игоря Матвиенко                                                  |
| 2025 | «Первая любовь»                                                            | Внеальбомные синглы | Shaman*                                                             |
| 2025 | «Друг» (при участии Никиты Осина)                                          | Внеальбомные синглы | Shaman*                                                             |
| 2025 | «Прямо по сердцу»                                                          | Внеальбомные синглы | Headliner Music**                                                   |
| 2025 | «Гуляй, Россия!»                                                           | Внеальбомные синглы | Shaman*                                                             |
| 2025 | «Она того стоит»                                                           | Внеальбомные синглы | Shaman*                                                             |

- * — цифровую дистрибуцию осуществляет  S&P Digital[10]
- ** — цифровую дистрибуцию осуществляет  Ovokacho[11]

## Видеоклипы

### В составе группы «Час пик»
- «На восток»[12]

### Как Shaman
| Год  | Песня                                              | Режиссёр       | Оператор                      |
| ---- | -------------------------------------------------- | -------------- | ----------------------------- |
| 2020 | «Если тебя нет»                                    | —              | —                             |
| 2022 | «Теряем мы любовь»                                 | —              | —                             |
| 2022 | «Встанем»                                          | —              | —                             |
| 2022 | «Ты моя»                                           | Алина Верипя   | Кирилл Пашовкин               |
| 2022 | «До самого неба»                                   | —              | —                             |
| 2022 | «Я русский»                                        | Алина Верипя   | Кирилл Пашовкин               |
| 2022 | «Вызов»                                            | —              | —                             |
| 2022 | «Вороны мои»                                       | Алина Верипя   | Дмитрий Шабанов Рим Сафиуллин |
| 2023 | «Исповедь»                                         | Иван Шелаханов |                               |
| 2023 | «Моя Россия»                                       | Иван Шелаханов | Руслан Тарасов                |
| 2023 | «Самый русский хит»                                | Роза Абдельянц | Роза Абдельянц                |
| 2023 | «Мы»                                               | Иван Шелаханов | —                             |
| 2023 | «Мёд»                                              | Иван Шелаханов | —                             |
| 2023 | «Мой бой»                                          | Иван Шелаханов | —                             |
| 2024 | «Живой»                                            | Иван Шелаханов | —                             |
| 2024 | «Мама»                                             | Иван Шелаханов | Татул Асрян                   |
| 2024 | «Реквием 22.03.24»                                 | Иван Шелаханов | —                             |
| 2024 | «Любимая женщина»                                  | Иван Шелаханов | —                             |
| 2024 | «Душа нараспашку»                                  | Иван Шелаханов | —                             |
| 2024 | «Отец»                                             | Иван Шелаханов | Татул Асрян                   |
| 2025 | «Я останусь с тобой» (при уч. Екатерины Мизулиной) | Иван Шелаханов | Татул Асрян                   |
| 2025 | «В памяти людей»                                   | Иван Шелаханов | Татул Асрян                   |
| 2025 | «Друг»                                             | Иван Шелаханов | Татул Асрян                   |
| 2025 | «Прямо по сердцу»                                  | Эльвин Фомин   | Виталий Сеченов               |

### Коллаборации
- «За тебя, Родина-мать»[16] (2024)

## Чарты
| Песня               | Высшие позиции | Высшие позиции | Высшие позиции | Высшие позиции |
| Песня               | YouTube Music  | Радио Шансон   | Русское Радио  | Дорожное радио |
| ------------------- | -------------- | -------------- | -------------- | -------------- |
| «Встанем»           | 1              | —              | —              | —              |
| «Ты моя»            | 10             | —              | 8              | —              |
| «Я русский»         | 1              | 1              | —              | —              |
| «Вызов»             | 6              | —              | —              | —              |
| «Вороны мои»        | 5              | —              | —              | —              |
| «Исповедь»          | 3              | —              | —              | —              |
| «Моя Россия»        | 3              | —              | —              | 1              |
| «Самый русский хит» | 8              | —              | —              | 1              |
| «Мой бой»           | 1              | —              | —              | —              |